# Carcelia aequalis
Carcelia aequalis är en tvåvingeart som beskrevs av Villeneuve 1939. Carcelia aequalis ingår i släktet Carcelia och familjen parasitflugor. Inga underarter finns listade i Catalogue of Life.